# دورا هورنياك
دورا هورنياك (بالمجرية: Hornyák Dóra)‏ مواليد 24 يناير 1992 في دبرتسن، هي لاعبة كرة يد مجرية تلعب كظهير أيسر. مثلت منتخب المجر لكرة اليد للسيدات.

## سجل المنافسة
شاركت في البطولات التالية:
- بطولة العالم لكرة اليد للسيدات 2015

## روابط خارجية
- دورا هورنياك على موقع الاتحاد الأوروبي لكرة اليد (الإنجليزية)